# Beste Theologische Boek
Het Beste Theologische Boek is een jaarlijkse juryprijs voor een theologisch boek dat in het voorgaande jaar verscheen en 'voor een groot publiek, vernieuwend, gefundeerd en relevant' wordt geacht. De prijs wordt georganiseerd door onder andere dagblad Trouw en het Nederlands Dagblad, de jury bestaat uit recensenten van beide kranten. De uitreiking vindt plaats tijdens de Nacht van de Theologie waarbij ook telkens de nieuwe Theoloog des vaderlands wordt voorgesteld.

## Geschiedenis
In 2011 werd de Theologie Publicatieprijs voor het eerst uitgereikt. In 2015 werd de publicatieprijs herdoopt en tot het Theologisch Boek van het Jaar. Sinds 2020 staat de prijs bekend als het Beste Theologische Boek.
| Jaar | Winnaar | Shortlist |
| ---- | --- | --- |
| 2011 | De Bijbel cultureel - Marcel Barnard, Gerda van de Haar en Wouter Prins | - Overlopen naar de barbaren - Erik Borgman - Doornse catechismus - diverse auteurs |
| 2012 | Golfslag van de tijd - Gerben Heitink | - De Bijbel theologisch. Hoofdlijnen en thema’s - Klaas Spronk en Archibald L.H.M. van Wieringen - Flirten met God - Koert van der Velde |
| 2013 | Hoe streelt jouw zegging mijn gehemelte - Kees Waaijman | - Lichaam en Geest van Christus. De theologie van de kerk en de Heilige Geest - Bram van de Beek - Christelijke dogmatiek. Een inleiding - Gijsbert van den Brink en Kees van der Kooi |
| 2014 | - De berg van de ziel. Een persoonlijk essay over kwetsbaar leven - Christa Anbeek en Ada de Jong - God bewijzen. Argumenten voor en tegen geloven - Stefan Paas en Rik Peels | Zo zou je kunnen geloven - Maarten Wisse |
| 2015 | Geloven tegen beter weten in - Wil van den Bercken | - Doorns evangelie - diverse auteurs - De lange zevende eeuw - Wim Jurg |
| 2016 | Woestijnvaders - Matthias Rouw | - Waar blijft de kerk? - Erik Borgman - Vreemdelingen en priesters - Stefan Paas - Anders leven - Thomas Quartier - Het geheime logboek van topnerd Tycho - Corien Oranje en Cees Dekker |
| 2017 | God is een vluchteling, de terugkeer van het Christendom in de Lage Landen - David Dessin                                                                                     | - Kerkinterieurs in Nederland - Marc de Beijer en anderen (redactie) - En de aarde bracht voort - Gijsbert van den Brink - God, iets of niets? de postseculiere maatschappij tussen geloof en ongeloof - Taede Smedes - Miskotte, theoloog in de branding - Herman de Liagre Böhl - Liberaal Christendom, ervaren, doen, denken - Rick Benjamins, Wouter Slob en Jan Offringa (redactie)                                                |
| 2018 | God en ik: wat je als weldenkende 21e-eeuwer kunt leren van de bijbel - Alain Verheij                                                                                         | - Ongelofelijk, over de verrassende comeback van religie - Yvonne Zonderop - De Trooster - Esther Gerritsen - Heilige Strijd, het verlangen naar veiligheid en het einde van het kwaad - Beatrice de Graaf - Dit broze bestaan, over het geloof in God de Schepper - Willem Maarten Dekker |
| 2019 | Groene theologie - Trees van Montfoort | - Wondermooi zoals u mij gemaakt heeft - Wielie Elhorst en anderen - Lezen en laten lezen - Arnold Huijgen - Over muren heen. Een hoopvolle briefwisseling - Lody van de Kamp en Oumaima Al Abdelaoui - Ongeneeslijk religieus - Gerko Tempelman |
| 2020 | Alle dingen nieuw - Erik Borgman | - Waar is God in de crisis? - Reinier Sonneveld - Oer - Cees Dekker, Corien Oranje en Gijsbert van den Brink - Katholiek in de republiek - Carolina Lenarduzzi - Spiegelreis - Herman Koetsveld en Enis Odaci |
| 2021 | Maria: Icoon van Genade - Arnold Huijgen | - Radicale verlossing - Beatrice de Graaf - Geloof en godsdienst in een seculiere samenleving - Jozef de Kesel - Nieuwe kruisvaarders - Sander Rietveld |
| 2022 | Zondagmorgen, over het missen van God - Willem Jan Otten | - De moderne theologen - Marcel Poorthuis en Wilken Veen - Geld en go€d, hoe we de wereld echt kunnen verrijken - Alain Verheij - Vuur dat nooit dooft - gender, seksualiteit en theologie in gesprek - René Erwich en Almatine Leene - De Bijbel NBV 21 - Querido-facto editie |
| 2023 | Levenslessen van een rabbijn - Awraham Soetendorp en Annemiek Leclaire | - Kerk, kolonialisme en slavernij, Verhalen van een vervlochten geschiedenis - Bente de Leede en Martijn Stoutjesdijk - Verbonden voor het leven, Een theologisch ethisch voorstel rond homoseksualiteit en seksuele diversiteit - Ad de Bruijne - Levenslessen, Hoe oude wijsheid jouw leven in bloei zet - Nicolaas Sintobin - Rebelleren voor het leven, Een dominee in actie voor klimaatrechtvaardigheid - Rozemarijn van 't Einde |
| 2024 | Vrede op aarde - Stefan Paas | - De hemel te rijk - Pieter Dirk Dekker - Geloven in een kleine gemeenschap - Leo Fijen - Goedheid voor het oprapen - Margriet van der Kooi - Jezus waarom? - Bas Ragas |